# Luxemburgi labdarúgó-bajnokság (első osztály)
A Nationaldivisioun (franciául Division Nationale, németül: Nationaldivision) a legmagasabb szintű labdarúgó-bajnokság Luxemburgban. Az első bajnokságot 1910-ben rendezték. A legsikeresebb egyesület a címvédő Jeunesse Esch, amely összesen 28 bajnoki címmel büszkélkedhet.

## A bajnokság korábbi elnevezései
- 1910–1914: Championnat Luxembourgeois
- 1914–1932: Premiere Division
- 1932–1957: Division d’Honneur
- 1957–2010: Nationaldivisioun, vagy Division Nationale
- 2010 óta: BGL Ligue (szponzorált név)

## A bajnokság rendszere
A pontvadászat 14 csapat részvételével őszi-tavaszi lebonyolításban zajlik, mely során a csapatok körmérkőzéses rendszerben mérkőznek meg egymással, minden csapat minden csapattal kétszer játszik: egyszer pályaválasztóként, egyszer pedig vendégként.
A bajnokság végső sorrendjét az utolsó, 26. fordulót követően határozzák meg az alábbi szempontok szerint:
1. a bajnokságban szerzett pontok összege;
2. a bajnoki mérkőzések gólkülönbsége;
3. a bajnoki mérkőzéseken szerzett gólok száma

A bajnokság győztese a luxemburgi bajnok, a 13. és 14. helyezett egyenes ágon kiesik a másodosztályba, míg a 12. helyezett egymérkőzéses osztályozó mérkőzést játszik a másodosztály bronzérmes csapatával. A párosítás győztese szerez élvonalbeli tagságot.

## A 2018–2019-es szezon csapatai
| - Differdange 03 - F91 Dudelange - Fola Esch - Hostert - Jeunesse Esch - Mondorf-les-Bains - Pétange | - Progrès Niederkorn - Racing FC - RM Hamm Benfica - Rodange - Victoria Rosport - Etzella Ettelbruck - Rumelange |

## Az eddigi győztesek
| Bajnoki év | Bajnokcsapat             | Ezüstérmes                |
| ---------- | ------------------------ | ------------------------- |
| 1910       | Racing Club Luxembourg   | US Hollerich              |
| 1911       | Sporting Club Luxembourg | Sporting Club Differdange |
| 1912       | US Hollerich             | Sporting Club Luxembourg  |
| 1914       | US Hollerich             | Sporting Club Luxembourg  |
| 1915       | US Hollerich             | Jeunesse Esch             |
| 1916       | US Hollerich             | Sporting Club Luxembourg  |
| 1917       | US Hollerich             | Fola Esch                 |
| 1918       | Fola Esch                | US Hollerich              |
| 1919       | Sporting Club Luxembourg | Fola Esch                 |
| 1920       | Fola Esch                | Stade Dudelange           |
| 1921       | Jeunesse Esch            | Fola Esch                 |
| 1922       | Fola Esch                | Union Luxembourg          |
| 1923       | Red Boys Differdange     | Stade Dudelange           |
| 1924       | Fola Esch                | Spora Luxembourg          |
| 1925       | Spora Luxembourg         | Stade Dudelange           |
| 1926       | Red Boys Differdange     | Spora Luxembourg          |
| 1927       | Union Luxembourg         | Red Boys Differdange      |
| 1928       | Spora Luxembourg         | Stade Dudelange           |
| 1929       | Spora Luxembourg         | Fola Esch                 |
| 1930       | Fola Esch                | Spora Luxembourg          |
| 1931       | Red Boys Differdange     | Spora Luxembourg          |
| 1932       | Red Boys Differdange     | Progrès Niedercorn        |
| 1933       | Red Boys Differdange     | Spora Luxembourg          |
| 1934       | Spora Luxembourg         | Red Boys Differdange      |
| 1935       | Spora Luxembourg         | Red Boys Differdange      |
| 1936       | Spora Luxembourg         | Jeunesse Esch             |
| 1937       | Jeunesse Esch            | Progrès Niedercorn        |
| 1938       | Spora Luxembourg         | Jeunesse Esch             |
| 1939       | Stade Dudelange          | US Dudelange              |
| 1940       | Stade Dudelange          | US Dudelange              |
| 1945       | Stade Dudelange          | Spora Luxembourg          |
| 1946       | Stade Dudelange          | US Dudelange              |
| 1947       | Stade Dudelange          | US Dudelange              |
| 1948       | Stade Dudelange          | Union Luxembourg          |
| 1949       | Spora Luxembourg         | Fola Esch                 |
| 1950       | Stade Dudelange          | National Schifflange      |
| 1951       | Jeunesse Esch            | National Schifflange      |
| 1952       | National Schifflange     | Spora Luxembourg          |
| 1953       | Progrès Niedercorn       | Jeunesse Esch             |
| 1954       | Jeunesse Esch            | Fola Esch                 |
| 1955       | Stade Dudelange          | Fola Esch                 |
| 1956       | Spora Luxembourg         | Stade Dudelange           |
| 1957       | Stade Dudelange          | Jeunesse Esch             |
| 1958       | Jeunesse Esch            | Red Boys Differdange      |
| 1959       | Jeunesse Esch            | Spora Luxembourg          |
| 1960       | Jeunesse Esch            | Stade Dudelange           |
| 1961       | Spora Luxembourg         | Jeunesse Esch             |
| 1962       | Union Luxembourg         | Alliance Dudelange        |
| 1963       | Jeunesse Esch            | Union Luxembourg          |

| Bajnoki év | Bajnokcsapat         | Ezüstérmes           |
| ---------- | -------------------- | -------------------- |
| 1964       | Aris Bonnevoie       | Union Luxembourg     |
| 1965       | Stade Dudelange      | Union Luxembourg     |
| 1966       | Aris Bonnevoie       | Union Luxembourg     |
| 1967       | Jeunesse Esch        | Spora Luxembourg     |
| 1968       | Jeunesse Esch        | US Rumelange         |
| 1969       | Avenir Beggen        | Jeunesse Esch        |
| 1970       | Jeunesse Esch        | US Rumelange         |
| 1971       | Union Luxembourg     | Aris Bonnevoie       |
| 1972       | Aris Bonnevoie       | US Rumelange         |
| 1973       | Jeunesse Esch        | Union Luxembourg     |
| 1974       | Jeunesse Esch        | Red Boys Differdange |
| 1975       | Jeunesse Esch        | Avenir Beggen        |
| 1976       | Jeunesse Esch        | Red Boys Differdange |
| 1977       | Jeunesse Esch        | Progrès Niedercorn   |
| 1978       | Progrès Niedercorn   | Jeunesse Esch        |
| 1979       | Red Boys Differdange | Progrès Niedercorn   |
| 1980       | Jeunesse Esch        | Red Boys Differdange |
| 1981       | Progrès Niedercorn   | Red Boys Differdange |
| 1982       | Avenir Beggen        | Progrès Niedercorn   |
| 1983       | Jeunesse Esch        | Avenir Beggen        |
| 1984       | Avenir Beggen        | Red Boys Differdange |
| 1985       | Jeunesse Esch        | Red Boys Differdange |
| 1986       | Avenir Beggen        | Jeunesse Esch        |
| 1987       | Jeunesse Esch        | Avenir Beggen        |
| 1988       | Jeunesse Esch        | Spora Luxembourg     |
| 1989       | Spora Luxembourg     | Jeunesse Esch        |
| 1990       | Union Luxembourg     | Avenir Beggen        |
| 1991       | Union Luxembourg     | Jeunesse Esch        |
| 1992       | Union Luxembourg     | Avenir Beggen        |
| 1993       | Avenir Beggen        | Union Luxembourg     |
| 1994       | Avenir Beggen        | CS Grevenmacher      |
| 1995       | Jeunesse Esch        | CS Grevenmacher      |
| 1996       | Jeunesse Esch        | CS Grevenmacher      |
| 1997       | Jeunesse Esch        | CS Grevenmacher      |
| 1998       | Jeunesse Esch        | Union Luxembourg     |
| 1999       | Jeunesse Esch        | F91 Dudelange        |
| 2000       | F91 Dudelange        | CS Grevenmacher      |
| 2001       | F91 Dudelange        | CS Grevenmacher      |
| 2002       | F91 Dudelange        | CS Grevenmacher      |
| 2003       | CS Grevenmacher      | F91 Dudelange        |
| 2004       | Jeunesse Esch        | F91 Dudelange        |
| 2005       | F91 Dudelange        | Etzella Ettelbruck   |
| 2006       | F91 Dudelange        | Jeunesse Esch        |
| 2007       | F91 Dudelange        | Etzella Ettelbruck   |
| 2008       | F91 Dudelange        | Racing Union         |
| 2009       | F91 Dudelange        | Differdange 03       |
| 2010       | Jeunesse Esch        | F91 Dudelange        |
| 2011       | F91 Dudelange        | Fola Esch            |
| 2012       | F91 Dudelange        | Jeunesse Esch        |
| 2013       | Fola Esch            | F91 Dudelange        |
| 2014       | F91 Dudelange        | Fola Esch            |
| 2015       | Fola Esch            | FC Differdange 03    |
| 2016       | F91 Dudelange        | Fola Esch            |
| 2017       | F91 Dudelange        | FC Differdange 03    |
| 2018       | F91 Dudelange        | Progrès Niederkorn   |
| 2019       | F91 Dudelange        | Fola Esch            |

## Statisztika

### Legsikeresebb csapatok
| Csapat                    | Bajnoki címek | Ezüstérmes | Győztes szezonok |
| ------------------------- | ------------- | ---------- | --- |
| Jeunesse Esch             | 28            | 12         | 1921, 1937, 1951, 1954, 1958, 1959, 1960, 1963, 1967, 1968, 1970, 1973, 1974, 1975, 1976, 1977, 1980, 1983, 1985, 1987, 1988, 1995, 1996, 1997, 1998, 1999, 2004, 2010 |
| F91 Dudelange             | 15            | 4          | 2000, 2001, 2002, 2005, 2006, 2007, 2008, 2009, 2011, 2012, 2014, 2016, 2017, 2018, 2019                                                                               |
| Spora Luxembourg          | 11            | 10         | 1925, 1928, 1929, 1934, 1935, 1936, 1938, 1949, 1956, 1961, 1989 |
| Stade Dudelange           | 10            | 6          | 1939, 1940, 1945, 1946, 1947, 1948, 1950, 1955, 1957, 1965 |
| Red Boys Differdange      | 6             | 10         | 1923, 1926, 1931, 1932, 1933, 1979 |
| Union Luxembourg          | 6             | 9          | 1927, 1962, 1971, 1990, 1991, 1992 |
| Avenir Beggen             | 6             | 5          | 1969, 1982, 1984, 1986, 1993, 1994 |
| Fola Esch                 | 5             | 9          | 1918, 1920, 1922, 1924, 1930 |
| US Hollerich Bonnevoie    | 5             | 2          | 1912, 1914, 1915, 1916, 1917 |
| Progrès Niedercorn        | 3             | 6          | 1953, 1978, 1981 |
| Aris Bonnevoie            | 3             | 1          | 1964, 1966, 1972 |
| Sporting Club Luxembourg  | 2             | 3          | 1911, 1919 |
| CS Grevenmacher           | 1             | 7          | 2003 |
| National Schifflange      | 1             | 2          | 1952 |
| Racing Club Luxembourg    | 1             | 0          | 1910 |
| US Dudelange              | 0             | 4          | |
| US Rumelange              | 0             | 3          | |
| Etzella Ettelbruck        | 0             | 2          | |
| Alliance Dudelange        | 0             | 1          | |
| Differdange 03            | 0             | 1          | |
| Sporting Club Differdange | 0             | 1          | |
| Racing Union              | 0             | 1          | |

## Jelentős külföldi játékosok
A félkövérrel jelölt játékosok szerepeltek hazájuk felnőtt válogatott keretében labdarúgó-világbajnokságon.
| - Ismaël Bouzid - Stélvio Rosa da Cruz - Giuseppe Rossini - Arsène Menessou - Désiré Segbé Azankpo - Mamadou Tall - Fouad Rachid | - Cyrille Pouget - Daniel Gomez - Désiré Segbé Azankpo - Jean-Philippe Caillet - Sébastien Renouard - Tony Vairelles - Stéphane Martine | - Andrej Kerić - Johanna Omolo - Ibrahim Somé Salombo - Rodrigue Dikaba - Mateusz Siebert - Musztafí Hadzsí - Youssef Mokhtari | - Heiko Brestrich - Aleksandre Karapetian - Marco Ramos - Miguel Reisinho - Momar N’Diaye - José Andrade - Ronny Souto |

## A bajnokság helyezése az UEFA-rangsorban
A bajnokság helyezése 2011-ben az UEFA rangsorában. (Dőlt betűvel az előző bajnoki év helyezése, zárójelben az UEFA-együttható).
- 49.  (49.)  IFA Premiership (2,249)
- 50.  (48.)  Vodafonedeildin (1,416)
- 51.  (50.)  BGL Ligue (1,374)
- 52.  (51.)  Primera Divisió (1,000)
- 53.  (53.)  Campionato Sammarinese di Calcio (0,916)

## Külső hivatkozások
- A bajnokság végeredményei az rsssf.com-on (angolul)